# Type 86S
Type 86S — китайский автомат, выполненный по компоновке булл-пап на базе Type 56 (нелицензионной копии автомата Калашникова). Производился компанией «Norinco» для продажи на экспорт, но популярности не снискал.
Автоматика полностью аналогична АК. Ствольная коробка — штампованная из стали. Рукоятка взведения затвора расположена под ручкой для переноски (скопированной с автомата FAMAS) на верхней стороне ствольной коробки. Предохранитель-переводчик режимов стрельбы расположен над рукояткой управления огнём справа. Передняя рукоятка скопирована с австрийского Steyr AUG. К автомату может крепиться штык-нож.